# Suistamo

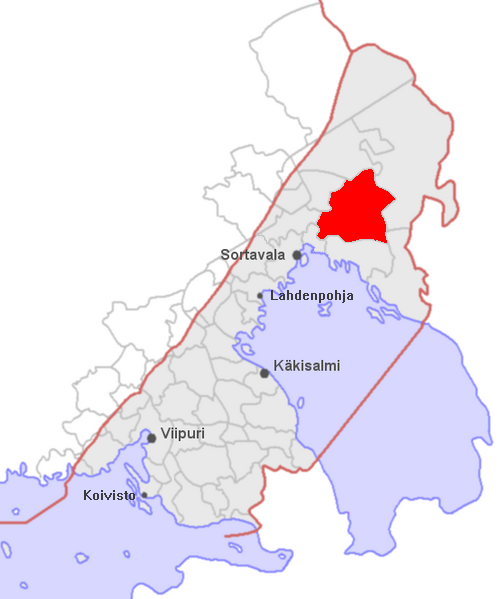
Suistamo

Suistamo var en kommun i Gränskarelen i Finland, som avträddes 1944 till Sovjetunionen. 1991 tillföll den Ryssland.
Ytan (landsareal) var 1505,7 km² och beboddes av 7.329 människor med ett befolkningstäthet av 4,9 km² (31 december 1908).